# کاتانا دی‌ای۲۰
کاتانا دی‌ای۲۰ (به انگلیسی: Diamond_DA20) یک هواگرد از نوع دو سرنشینه سبک ساخت شرکت Diamond Aircraft است. هواگرد کاتانا دی‌ای۲۰ نخستین پروازش را در ۱۹۹۱ میلادی انجام داد. این هواگرد در سال ۱۹۹۲ میلادی رسماً معرفی گردید و در سال‌های 1994–present تولید شده‌است. در مجموع، تعداد ۱٬۰۰۰+ فروند از این هواگرد ساخته شده‌است.